# Электрический дом
«Электри́ческий дом» (англ. The Electric House) — американская немая кинокомедия Бастера Китона 1922 года.

## Сюжет
Во время вручения выпускных дипломов в колледже трое студентов случайно перепутали свои дипломы. Бастер, студент-ботаник, оказался обладателем диплома инженера-электротехника, в то время как настоящий инженер получает диплом «маникюра и культуры красоты». Принимая Бастера за настоящего инженера, его нанимает на работу отправляющийся в отпуск миллионер, поручающий ему оснащение своего загородного дома электрическими механизмами для «дома завтрашнего дня», которые тот должен разработать. К счастью для Бастера, дочь хозяина, узнавшая его историю и воспылавшая симпатией, в последний момент перед отъездом вручает ему книгу «Электричество для „чайников“» (англ. Basic Manual of Electricity. The Sciences Made Easy). Прочитав книгу, Бастер создаёт невероятные механизмы — эскалатор, который должен заменить простую лестницу; механическую руку, достающую нужную книгу из стеллажа; ванну, по нажатию кнопки приезжающую прямо в спальню; кровать, которая по нажатию кнопки прячется в стене; электрические раздвижные двери; бильярд, в котором забитые в лузы шары автоматически сортируются, а затем автоматически устанавливаются на стол для новой партии, и так далее. Хозяин дома возвращается из отпуска, и Бастер демонстрирует ему результаты своего труда. Хозяин в восторге и приглашает своих друзей-миллионеров полюбоваться его чудесным новым домом. Но в этот момент приезжает настоящий инженер, недовольный тем, что Бастер занял его должность. Чтобы отомстить Бастеру, он пересоединяет все электрические провода, и механизмы выходят из-под контроля — эскалатор начинает двигаться в противоположную сторону, дочь хозяина оказывается зажата складной кроватью и так далее.

## В ролях
- Бастер Китон — Бастер
- Вирджиния Фокс — дочь миллионера
- Джо Робертс — миллионер
- Стив Мерфи — настоящий инженер-электротехник
- Джо Китон — отец Бастера
- Луиза Китон — сестра Бастера
- Майра Китон — мать Бастера

## Съёмки
Съёмки фильма должны были состояться в 1921 году, однако уже в первый съёмочный день ногу Бастера засосало в механизм эскалатора, и он получил перелом. К съёмкам фильма Китон решил вернуться через год. В съёмках фильма участвовали члены настоящей семьи Бастера Китона — родители и сестра, которые роли семьи киноперсонажа, утешающие его после обнаружившейся путаницы с дипломами. Однако, этот фрагмент фильма не сохранился. «Электрический дом» был одним из первых фильмов, снятых созданной марте того же года Джозефом Шенком с партнёрами кинокомпанией Buston Keaton Productions, Inc., и последней комедией Бастона Китона, где его партнёршей выступила Вирджиния Фокс.

## Восприятие
Биографы Бастера Китона отмечают, что этот короткий фильм был одним из любимых фильмов актёра.
Исследователи кинематографа обращают внимание на любовь Бастера Китона к использованию в своих комедиях технических устройств. В то время, как электрическое освещение было в 1920-х годах в США уже обыденным, использование различных электрических гаджетов набирало силу — так профессия инженера-электротехника была очень востребованной в стране. Эту особенность обыграл Китон в своей кинокомедии.
Отмечается также, что «Электрический дом» имеет отличную от большинства других кинокомедий Бастера Китона композицию — если в большинстве фильмов сюжет развивается постепенно, то в этой комедии многие будущие проблемы героя с созданными им техническими устройствами проявляются сразу или почти сразу с их появлением в кадре. Также в многочисленных эпизодах с эскалатором исследователи проводят параллели с фильмом 1916 года «Контролёр универмага» с участием Чарли Чаплина.